# گروه هندرسون
گروه هندرسون (انگلیسی: Henderson Group) شرکت سرمایه‌گذاری بریتانیایی است، که در سال ۱۹۳۴ تأسیس شد.